# Jan Nico Scholten
Jan Nico Scholten (Dalen, 4 juni 1932) is een voormalig Nederlands politicus.

## Leven en werk
De gereformeerde Scholten was een christendemocratisch politicus, die uiteindelijk bij de PvdA terechtkwam. Hij was een tegenstander van het apartheidsregime in Zuid-Afrika. Hij hield zich als ARP- en CDA-Tweede Kamerlid vooral bezig met volkshuisvesting en omroepzaken en was later buitenlandwoordvoerder.
Scholten behoorde tot de groep van 'loyalisten', zeven leden van de CDA-fractie die zich niet hadden willen binden aan het regeerakkoord van 1977 met de VVD. Begin jaren tachtig kwam hij steeds meer in conflict met zijn eigen fractie en steunde in 1980 een motie van afkeuring van de oppositie na afwijzing van een olieboycot van Zuid-Afrika. Nadat hem het fractiewoordvoerderschap was ontnomen, verliet hij de CDA-fractie en vormde hij met Stef Dijkman de fractie Groep Scholten/Dijkman. In 1984 richtte hij Parlementariërs tegen Apartheid op. In 1986 werd hij PvdA-lid en in 1998 senator voor die partij.
In 1964 werd hij burgemeester van de drie Noord-Brabantse gemeenten Andel, Giessen en Rijswijk en werd daarmee de jongste burgemeester van Nederland. Hij zou daar burgemeester blijven tot 1 januari 1973 toen deze opgingen in de gemeente Woudrichem.
Scholten is getrouwd met de juriste en theologe Anneke Bruins Slot, een dochter van ARP-voorman Sieuwert Bruins Slot.
Van 1966 tot 1976 zat hij ook in de Provinciale Staten van Noord-Brabant.

## Onderscheidingen
- Ridder in de Orde van de Nederlandse Leeuw (29 april 1983)
- Ridder in de Orde van Oranje-Nassau (1 juni 1999)